# Surfshark VPN
Surfshark VPN è un servizio di rete virtuale privata offerto dalla società olandese Surfshark B.V. che comprende anche strumenti di rilevamento delle fughe di dati, ricerca privata, antivirus e rimozione dei dati personali.
Nel 2022 l'azienda si è fusa con Nord Security, anche se entrambe le società hanno deciso di operare in maniera separata e indipendente.

## Storia
Il progetto Surfshark è stato lanciato nel 2018 con la prima applicazione VPN per dispositivi iOS, poi estesa anche a MacOS, Android e Windows. Nel luglio 2020 l'azienda ha introdotto WireGuard, diventando un membro fondatore della VPN Trust Initiative.
All'inizio del 2022 Surfshark ha finalizzato il processo di fusione con la concorrente Nord Security, società madre della popolare NordVPN.

## Funzionalità
Nel dicembre 2019, Surfshark ha introdotto la funzione di GPS-Spoofing per Android, permettendo agli utenti di modificare la posizione geografica visibile, sostituendola con una delle migliaia di server virtuali dislocati in 100 Paesi diversi. Surfshark utilizza protocolli di tunneling come IKEv2, OpenVPN e WireGuard per proteggere le connessioni, laddove i dati sono crittografati tramite lo standard di sicurezza AES-256-GCM.
Tra le principali funzionalità del servizio VPN di Surfshark ci sono:
- Kill Switch, che disconnette automaticamente internet se la connessione VPN si interrompe, impedendo la fuga di dati.
- MultiHop, che permette di connettersi a internet attraverso più server VPN contemporaneamente.
- Bypasser, che consente di selezionare specifiche applicazioni o siti web da escludere dalla connessione VPN.
- CleanWeb, un sistema che blocca pubblicità, tracker e malware a livello DNS.

Nel 2022, Surfshark ha lanciato un'interfaccia grafica per utenti Linux, aggiunto la protezione in tempo reale all'antivirus Surfshark e introdotto una funzione di pausa per l'app VPN. Nello stesso anno, è stata anche aggiunta la possibilità di configurare manualmente la connessione tramite il protocollo WireGuard.
Nel 2023, Surfshark ha introdotto nuove funzionalità come l'IP dedicato, che offre agli utenti un indirizzo IP statico personale, e l'ID alternativo, che permette di mascherare ulteriormente l'identità online.